# Сухарев, Александр Анатольевич
Александр Анатольевич Сухарев (рум. Alexandru Suharev, укр. Олександр Анатолійович Сухарєв; 3 июля 1970, Балта, Одесская область, Украинская ССР, СССР) — украинский и молдавский футболист. Выступал за сборную Молдавии.

## Карьера

### Клубная
Воспитанник школы одесского «Черноморца». Клубную карьеру начинал в «Олимпии» из города Бельцы. После чего в течение двух лет выступал за «Зимбру». Летом 1997 года перешёл в российский клуб «Алания», за которую дебютировал в чемпионате России 2 июля того же года в домашнем матче 16-го тура против московского «Спартака», выйдя на 57-й минуте вместо Михаила Ашветии. В 1998 году перешёл в украинский «Днепр», став первым легионером, которого вызывали из клуба в свою национальную сборную.. После чего 2 года поиграл в Израиле, выступая за «Маккаби» из Иерусалима, «Маккаби Ирони» (Кирьят-Ата) и «Бней Сахнин». В 2003 году перешёл в клуб «Локомотив» (Чита), однако в январе 2004 года был выставлен на трансфер. Далее играл за казахстанский «Ордабасы», где в 2005 году завершил профессиональную карьеру.

### В сборной
С 1995 по 1999 годы выступал за национальную сборную Молдавии, в составе которой провёл 16 матчей и забил 1 гол.